# 米哈乌·克维亚特科夫斯基
米哈乌·克维亚特科夫斯基（波蘭語：Michał Kwiatkowski，1990年6月2日—），波兰男子自行车运动员，2014年世界公路自行车锦标赛男子公路赛金牌得主和男子团体计时赛铜牌得主、2017年世界公路自行车锦标赛男子团体计时赛铜牌得主。